# 圣费利克斯-杜阿拉瓜亚
圣费利克斯-杜阿拉瓜亚是巴西马托格罗索州的一个市镇。总面积19009.7平方公里，总人口10699人，人口密度0.6人/平方公里。